# Rick Wulle
Rick Wulle (* 4. Juni 1994 in Heidelberg) ist ein ehemaliger deutscher Fußballtorwart.

## Karriere
Rick Wulle begann seine Laufbahn bei der DJK-FC Ziegelhausen/Peterstal in Heidelberg. 2008 schloss er sich dem FC-Astoria Walldorf an, bei dem er 2013 nach dem Ende seiner Jugendzeit in den Seniorenkader übernommen wurde. Für die Walldorfer bestritt er in zwei Jahren 42 Punktspiele, zunächst in der Oberliga Baden-Württemberg und dann nach dem Aufstieg in der Regionalliga Südwest. Ein Highlight der jungen Karriere von Rick Wulle war der Einsatz im DFB-Pokal am 16. August 2014 gegen Bundesligist Hannover 96.
Im Sommer 2015 wurde er vom SV Sandhausen verpflichtet, für den er zunächst nur in der zweiten Mannschaft in der Oberliga auflief. Am 5. Februar 2016 setzte ihn Trainer Alois Schwartz als Ersatz für den verletzten Stammtorhüter Marco Knaller erstmals in der 2. Bundesliga ein. Er stand gegen den SC Paderborn 07 im Tor. In der Folgezeit war Wulle eine feste Größe im Kader des Zweitligisten und gehörte bei jedem Pflichtspiel des SV Sandhausen zum Spieltagskader. In der Saison 2016/17 folgten weitere Bundesliga-Einsätze für ihn gegen den Karlsruher SC und Union Berlin. Im Mai 2017 erlitt Wulle einen Kreuzbandriss, der ihn bis Jahresende außer Gefecht setzte. Im Januar 2018 gab Wulle sein Comeback für den SV Sandhausen. Im Trainingslager in Chiclana de la Frontera kam er im Testspiel gegen die SpVgg Unterhaching in der ersten Hälfte zum Einsatz. In der Rückrunde spielte er regelmäßig in der Reservemannschaft. Anschließend war er bis zum Sommer 2022 wieder bei den Profis aktiv und beendete dann seine Karriere.